# Trichoptilus viduus
Trichoptilus viduus là một loài bướm đêm thuộc họ Pterophoridae. Nó được tìm thấy ở Nam Phi.
Sải cánh dài 14–15 mm.